# Mick Cronin
Michael Walter Cronin, meglio noto come Mick Cronin (Cincinnati, 17 luglio 1971), è un allenatore di pallacanestro statunitense.